# That's the Way It Is (bài hát của Celine Dion)
"That's the Way It Is" là một bài hát của nghệ sĩ thu âm người Canada Celine Dion nằm trong album tuyển tập tiếng Anh đầu tiên của cô, All the Way... A Decade of Song (1999). Nó được phát hành vào ngày 1 tháng 11 năm 1999 như là đĩa đơn đầu tiên trích từ album bởi Columbia Records và Epic Records. Bài hát được đồng viết lời và sản xuất bởi Max Martin và Kristian Lundin, bên cạnh sự tham gia đồng viết lời từ Andreas Carlsson. "That's the Way It Is" là một bản umtempo pop mang nội dung đề cập đến sự kiên trì để đạt đến thành công trong cuộc sống, cũng như truyền tải thông điệp về việc không từ bỏ hy vọng khi bạn gặp khó khăn trong việc tìm kiếm tình yêu đích thực vì điều đó sẽ đến với những người thực sự tin vào nó. Bài hát đánh dấu sự hợp tác đầu tiên giữa Dion và Martin, và cả hai sẽ tiếp tục hợp tác cho album phòng thu tiếng Anh thứ tám của nữ ca sĩ One Heart (2003).
Sau khi phát hành, "That's the Way It Is" nhận được những phản ứng tích cực từ các nhà phê bình âm nhạc, trong đó họ đánh giá cao sự tươi mới trong phong cách âm nhạc của Dion và quá trình sản xuất nó, đồng thời gọi đây là một trong những điểm nhấn nổi bật nhất đối với những bản thu âm mới được thực hiện cho All the Way... A Decade of Song. Ngoài ra, bài hát cũng gặt hái những thành công lớn về mặt thương mại với việc lọt vào top 10 ở nhiều quốc gia nó xuất hiện, bao gồm những thị trường nổi bật như Áo, Canada, Phần Lan, Pháp, Đức, Hy Lạp, Ý, Hà Lan, New Zealand, Tây Ban Nha, Thụy Điển và Thụy Sĩ. Tại Hoa Kỳ, "That's the Way It Is" đạt vị trí thứ sáu trên bảng xếp hạng Billboard Hot 100, trở thành đĩa đơn quán quân thứ mười trong sự nghiệp của Dion cũng như là duy nhất từ album tuyển tập vươn đến top 10 tại đây.
Video ca nhạc cho "That's the Way It Is" được đạo diễn bởi Liz Friedlander, trong đó bao gồm những cảnh Dion hát trong một căn phòng và được phát trên những chiếc tivi ở đường phố, xen kẽ với những câu chuyện về nhiều hoàn cảnh khác nhau đang gặp khó khăn trong cuộc sống nhưng được tiếp thêm sức mạnh sau khi lắng nghe thông điệp truyền tải của nó. Để quảng bá bài hát, nữ ca sĩ đã trình diễn "That's the Way It Is" trên nhiều chương trình truyền hình và lễ trao giải lớn, bao gồm The Rosie O'Donnell Show, Today, Top of the Pops, giải Bambi năm 1999 và giải thưởng âm nhạc Billboard năm 1999, cũng như trong nhiều chuyến lưu diễn của cô. Kể từ khi phát hành, nó đã xuất hiện trong nhiều album tuyển tập khác của nữ ca sĩ, như The Collector's Series, Volume One (2000), My Love: Essential Collection (2008) và The Best So Far... 2018 Tour Edition (2018).

## Danh sách bài hát
| - Đĩa CD tại châu Âu 1. "That's the Way It Is" – 4:01 2. "I Met an Angel (On Christmas Day)" – 3:20 - Đĩa CD maxi tại Hoa Kỳ 1. "That's the Way It Is" – 4:01 2. "That's the Way It Is" (The Metro Club phối lại) – 5:28 3. "I Want You to Need Me" (Thunderpuss radio phối) – 4:32 4. "I Want You to Need Me" (Thunderpuss Club phối) – 8:10 | - Đĩa CD #1 tại Anh quốc 1. "That's the Way It Is" – 4:01 2. "I Met an Angel (On Christmas Day)" – 3:20 3. "My Heart Will Go On" (trực tiếp) – 5:23 - Đĩa CD #2 tại Anh quốc 1. "That's the Way It Is" – 4:01 2. "That's the Way It Is" (The Metro Club phối lại) – 5:28 3. "Another Year Has Gone By" – 3:24 |

## Xếp hạng
| Bảng xếp hạng (1999-2000)             | Vị trí cao nhất |
| ------------------------------------- | --------------- |
| Úc (ARIA)                             | 14              |
| Áo (Ö3 Austria Top 40)                | 8               |
| Bỉ (Ultratop 50 Flanders)             | 17              |
| Bỉ (Ultratop 50 Wallonia)             | 7               |
| Canada (RPM)                          | 5               |
| Canada Adult Contemporary (RPM)       | 1               |
| Châu Âu (European Hot 100 Singles)    | 2               |
| Phần Lan (Suomen virallinen lista)    | 4               |
| Pháp (SNEP)                           | 6               |
| Đức (Official German Charts)          | 8               |
| Ireland (IRMA)                        | 12              |
| Ý (FIMI)                              | 4               |
| Hà Lan (Dutch Top 40)                 | 7               |
| Hà Lan (Single Top 100)               | 7               |
| New Zealand (Recorded Music NZ)       | 7               |
| Na Uy (VG-lista)                      | 3               |
| Scotland (OCC)                        | 12              |
| Tây Ban Nha (PROMUSICAE)              | 8               |
| Thụy Điển (Sverigetopplistan)         | 2               |
| Thụy Sĩ (Schweizer Hitparade)         | 5               |
| Anh Quốc (OCC)                        | 12              |
| Hoa Kỳ Billboard Hot 100              | 6               |
| Hoa Kỳ Adult Contemporary (Billboard) | 1               |
| Hoa Kỳ Adult Pop Airplay (Billboard)  | 5               |
| Hoa Kỳ Pop Airplay (Billboard)        | 3               |
| Hoa Kỳ Rhythmic (Billboard)           | 40              |

| Bảng xếp hạng (1999)                 | Vị trí |
| ------------------------------------ | ------ |
| Australia (ARIA)                     | 88     |
| Belgium (Ultratop 50 Wallonia)       | 93     |
| Canada Adult Contemporary (RPM)      | 41     |
| Europe (European Hot 100 Singles)    | 75     |
| Netherlands (Dutch Top 40)           | 95     |
| Norway Autumn Period (VG-lista)      | 7      |
| Sweden (Sverigetopplistan)           | 14     |
| UK Singles (Official Charts Company) | 183    |
| Bảng xếp hạng (2000)                 | Vị trí |
| Europe (European Hot 100 Singles)    | 46     |
| Germany (Official German Charts)     | 83     |
| Italy (FIMI)                         | 26     |
| Netherlands (Dutch Top 40)           | 99     |
| Netherlands (Single Top 100)         | 99     |
| Switzerland (Schweizer Hitparade)    | 43     |
| US Billboard Hot 100                 | 28     |
| US Adult Contemporary (Billboard)    | 3      |
| US Adult Top 40 (Billboard)          | 18     |
| Bảng xếp hạng (2001)                 | Vị trí |
| US Adult Contemporary (Billboard)    | 23     |

| Bảng xếp hạng (2000-09)           | Vị trí |
| --------------------------------- | ------ |
| US Adult Contemporary (Billboard) | 12     |

## Chứng nhận
| Quốc gia | Chứng nhận | Số đơn vị/doanh số chứng nhận |
| --- | ---------- | ----------------------------- |
| Úc (ARIA) | Vàng       | 35.000^                       |
| Bỉ (BEA) | Vàng       | 25.000*                       |
| Pháp (SNEP) | Bạc        | 189,100                       |
| Đức (BVMI) | Vàng       | 250.000^                      |
| Thụy Điển (GLF) | Bạch kim   | 30.000^                       |
| Anh Quốc (BPI) | —          | 88,100                        |
| * Chứng nhận dựa theo doanh số tiêu thụ. ^ Chứng nhận dựa theo doanh số nhập hàng. ‡ Chứng nhận dựa theo doanh số tiêu thụ và phát trực tuyến. |            |                               |

## Lịch sử phát hành
| Quốc gia       | Ngày                 | Định dạng              | Hãng đĩa      | Nguồn  |
| -------------- | -------------------- | ---------------------- | ------------- | ------ |
| Hoa Kỳ         | 1 tháng 11 năm 1999  | Contemporary hit radio | Columbia Epic | [ 54 ] |
| Hoa Kỳ         | 1 tháng 11 năm 1999  | Rhythmic radio         | Columbia Epic | [ 54 ] |
| Vương quốc Anh | 29 tháng 11 năm 1999 | CD cassette            | Columbia Epic | [ 54 ] |
| Hoa Kỳ         | 1 tháng 8 năm 2000   | CD 7" 12"              | Columbia Epic | [ 54 ] |